# H.M. Konungens medalj med anledning av Amerikas Förenta Staters 200-årsjubileum
H.M. Konungens medalj med anledning av Amerikas Förenta Staters 200-årsjubileum är en minnesmedalj som delades ut i samband med kung Carl XVI Gustafs besök till USA under dess 200-årsjubiluem år 1976.

## Bakgrund
År 1976 skulle Sveriges konung Carl XVI Gustaf genomföra ett statsbesök till USA med anledning av att landet firade 200 år. Inför detta föreslog Utrikesdepartementet och Riksmarskalksämbetet att en särskild medalj skulle präglas med anledning av besöket.

## Utformning
Medaljen är av åttonde storleken och är försedd med en kunglig krona. På åtsidan syns porträtt av H.M. Konungen omringat av texten ”CARL XVI GUSTAF SVERIGES KONUNG” och på frånsidan står det inskrivet ”1776-1976”. Medaljen bärs i mörkblått band och finns i guld samt silver.

## Mottagare
Medaljen präglades i 550 upplagor varav 541 delades ut år 1976. Av dessa var 195 i guld för herrar, 75 i guld för damer, 223 i silver för herrar samt 48 i silver för damer. Bland mottagarna fanns USA:s tidigare Sverigeambassadör och dåvarande presidenten Gerald Ford.